# ورزشگاه آستانه آرنا
ورزشگاه آستانه آرنا (قزاقی: Астана Арена) یک ورزشگاه فوتبال در شهر آستانه، قزاقستان است و گنجایش آن بیش از سی هزار نفر است.
این ورزشگاه که در سال ۲۰۰۹ میلادی تأسیس شده دارای سقف متحرک و ۳۰٬۲۴۴ نفر ظرفیت می‌باشد. آستانه آرنا ورزشگاه خانگی تیم ملی فوتبال قزاقستان است.

View from the back side.